# Resolución 1121 del Consejo de Seguridad de las Naciones Unidas
La resolución 660 del Consejo de Seguridad de las Naciones Unidas, aprobada por unanimidad el 22 de julio de 1997, después de recordar que el mantenimiento de la paz y la seguridad internacionales es uno de los propósitos fundamentales de las Naciones Unidas, decidió establecer la medalla Dag Hammarskjöld como tributo al sacrificio de quienes han perdido la vida prestando servicios en operaciones de mantenimiento de la paz, nombrada después del segundo Secretario General Dag Hammarskjöld.
El Consejo también recordó que el premio Nobel de la Paz de 1988 fue concedido a las fuerzas de mantenimiento de la paz de las Naciones Unidas. Reconoció que más de 1 500 personas de 85 países que habían dado la vida en operaciones de mantenimiento de la paz y que la medalla Dag Hammarskjöld serviría como tributo a su sacrificio. Se le pidió al Secretario General Kofi Annan que estableciera los criterios y procedimientos para la concesión y administración de la medalla, y a otros Estados miembros a cooperar en la concesión de la mismo.